# Egesina laosiana
Egesina laosiana är en skalbaggsart som beskrevs av Stefan von Breuning 1982. Egesina laosiana ingår i släktet Egesina och familjen långhorningar.
Artens utbredningsområde är Laos. Inga underarter finns listade i Catalogue of Life.